# Гечо Кокилев
Гечо Николов Кокилев е български и съветски военноморски офицер.

## Биография
Гечо Кокилев е роден на 27 март 1899 г. в град Ловеч в семейството на Донка и опълченеца Никола Кокилеви. Семейният дом е в квартал „Вароша“ на град Ловеч. Учи в Ловешкото класно училище. Завършва Машинното училище при Морско-търговската учебна част (Военноморското училище) във Варна (1922) с производство в чин офицерски кандидат. При обучението взема участие в следвоенното разминиране на Варненския залив. По условията на Ньойския мирен договор България няма право на военен флот. Ето защо Кокилев прави опити да получи работа в гражданското корабоплаване.

### Политическа дейност
Свързва се със Софийската организация на БКП. Морското му образование става основание да бъде назначен за механик и помощник-капитан на партийната яхта „Иван Вазов“, поддържаща нелегалния морски канал България - Съветски съюз. На снимка от август 1922 г. се вижда на партийната яхта в Севастопол. Арестуван и въдворен в първия в страната лагер за изолиране на политически опоненти на остров Света Анастасия. Осъден е на смърт по ЗЗД.

### Емигрант
През 1925 г. Гечо Кокилев и Теохар Бакърджиев организират бягството на 43-ма лагерници от острова. Емигрира през Турция в СССР. За тези събития през 1958 г. режисьорът Рангел Вълчанов по сценарий на Валери Петров създава игралния филм „На малкия остров“.
Като емигрант Кокилев е приет за член на ВКП (б) и поддържа връзки с Васил Коларов и Георги Димитров (1925). Оженва се за рускиня на име Олга. На 2 септември 1929 г. им се ражда синът Асен.
Завършва Морската академия в Ленинград (1931) по специалност „Корабостроене“, с което става първият възпитаник на Машинното училище, завършил тази академия. Получава назначение в съединение подводници в Балтийския военноморски флот. На 24 август 1934 г. подводницата „Комсомолец“, четвъртата от тази серия и построена с дарения на комсомолците, е зачислена в състава на Балтийския флот. Неин пръв командир става К. М. Бубнов, а инженер-механик е Гечо Кокилев. Повишен е във военноморско звание капитан III ранг, а за заслуги в техническото усъвършенстване на подводниците от типа „Щука“ предсрочно му е присвоено звание капитан II ранг. Званието военен инженер II ранг получава на 23 март 1936 г.

### Репресията
Когато сталинските репресии придобиват особено масов и жесток характер, Кокилев е исключен от ВКП(б) (14 септември 1937 г.). Арестуван е на 1 октомври 1937 г. Осъден на смърт чрез разстрел от Военния трибунал на Командването на Балтийския флот (21 февруари 1938 г.). Военната колегия на Върховния съд на СССР оставя присъдата в сила (23 март 1938 г.).
В Центъра „Возвращенные имена“ при Руската национална библиотека има сведения за разстрела му в Ленинград на 22 май 1938 г. Възможното място на погребение е Левашовското мемориално гробище.
Гечо Кокилев е реабилитиран в СССР през 1956 г., а в България преди 1977 г.

### Памет
До 2000 г. начално училище в Ловеч носи неговото име. Родната му къща с мемориална плоча е запазена до 1992 г. До началото на последното десетилетие на миналия век почетен караул на ВВМУ "Н.Й. Вапцаров" ежегодно полага венец пред мемориалната плоча на капитан II ранг Гечо Кокилев, намираща се в Алеята на българо-руската дружба в Ловеч. 